# Micachu
Mica Levi, dite Micachu, est une chanteuse, musicienne et compositrice anglaise, née le 28 février 1987 dans le Surrey en Angleterre.

## Biographie
Mica Levi compose ses premières chansons à l'âge de quatre ans. Elle suit un enseignement classique à la Purcell School, et y étudie l’alto et le violon. Lévi continue sa scolarité à la Guildhall School of Music où elle apprend la composition, et y rencontre Raisa Khan et Marc Pell avec qui Lévi forme désormais Good Sad Happy Bad (anciennement Micachu & The Shapes).
Son coming out non-binaire, ainsi que sa demande du pronom they (iel en français),  sont effectués le 16 décembre 2020.

## Musique
En 2008, Mica Levi écrit une œuvre expérimentale pour l'orchestre philharmonique de Londres, qui est interprétée en direct le 18 avril de la même année.
Lévi se fait connaître notamment en tant que DJ en se produisant sur la scène londonienne. En 2009, Lévi sort sa mixtape intitulée Filthy Friends, publiée sur son profil Myspace. Pour cet opus, Lévi fait appel à de nombreux amis musiciens tels que MCs Baker Trouble, Brother May, Man Like Me, Ghostpoet, Jack Penate, Golden Silvers, Kwes et Toddla T. La première mixtape de Micachu rencontre un véritable succès et devient un emblème de la scène londonienne.
En 2010, Mica Levi est en résidence au Southbank Centre.
En 2013, Lévi coécrit et produit l'EP de Tirzah intitulé I'm not Dancing, qui sort sur le label Greco-Roman.
Lévi compose en 2013 la bande originale du film Under the Skin, réalisé par Jonathan Glazer avec Scarlett Johansson, qui sort en juin 2014 en France. Le film est tiré du roman du même nom de Michel Faber. Cette création lui vaut de nombreuses nominations et lui permet de remporter le prix du meilleur compositeur aux European Film Awards de 2014. Lévi est également nommée pour un BAFTA en 2015 dans la catégorie de la meilleure musique de film.

### Micachu and the Shapes/Good Sad Happy Bad
Mica Levi, Raisa Khan et Marc Pell forment le groupe Micachu and the Shapes, renommé Good Sad Happy Bad en 2016, signé au label Accidental Records.
Bien que les sonorités que l'on retrouve dans ses musiques soient très alternatives, Mica Levi et son groupe créent de la pop musique expérimentale.
Leur premier album Jewellery, produit par le musicien électronique Matthew Herbert, a été inspiré du travail de Mica Levi enregistré au cours de ses études à la Guildhall School. Des copies de leur premier opus sont envoyées à la presse et reçoivent des retours positifs qui leur permettent d'obtenir un contrat avec le label Rough Trade et de sortir leur premier album le 9 mars de cette même année. La même année, Micachu and the Shapes reçoivent une subvention de la PRS for Music Foundation.
En 2008, Micachu and the Shapes effectuent une tournée en Angleterre, avec des étapes au Bestival et au V Festival. Le groupe se produit également aux États-Unis, au CMJ Music Marathon de New York et à SXSW à Austin.

### Album solo
Le 16 décembre 2020 sort son premier album solo, Ruff Dog.

## Discographie

### Albums studios
| Année | Details | Position dans les charts |
| Année | Details | UK                       |
| ----- | --- | ------------------------ |
| 2009  | Jewellery (avec The Shapes) - Date de sortie : 9 mars 2009 - Label : Accidental Records et Rough Trade Records | 196                      |
| 2012  | Never (avec The Shapes) - Date de sortie : 23 juillet 2012 - Label : Rough Trade Records                       | -                        |
| 2014  | Under The Skin (OST) - Date de sortie : 17 mars 2014 - Label : Milan Records et Rough Trade Records            | -                        |
| 2015  | Good Sad Happy Bad (avec The Shapes) - Date de sortie : 11 septembre 2015 - Label : Rough Trade Records        | -                        |
| 2021  | Blue Alibi - Date de sortie : 27 janvier 2021 - Label : Autoproduit                                            |                          |

### Albums live
| Année | Details | Position dans les charts |
| Année | Details | UK                       |
| ----- | --- | ------------------------ |
| 2011  | Chopped and Screwed (avec The Shapes et la London Sinfonietta) - Date de sortie : 23 mars 2011 (Australie), 28 mars 2011 (U.K./Monde) - Label : Remote Control and Rough Trade Records | --                       |

### Mixtapes
| Année | Details |
| ----- | --- |
| 2009  | Filthy Friends - Date de sortie : 9 février 2009 - Label : independant - Formats : CD, téléchargement                                        |
| 2010  | Kwesachu Mixtape Vol.1 avec Kwes. - Date de sortie : 5 juin 2009 - Label : independant - Formats : cassette, téléchargement                  |
| 2011  | Meat Batch avec Kwake Bass - Date de sortie : 22 mars 2011 - Label : For BTS Radio - Formats: téléchargement                                 |
| 2011  | Chopped & Screwed Mixtape avec Brother May - Date de sortie : 2011 - Label : indépendant - Formats : téléchargement                          |
| 2012  | Kwesachu Mixtape Vol.2 avec Kwes. - Date de sortie : 30 avril 2012 - Label : indépendant - Formats : cassette, téléchargement                |
| 2014  | Feeling Romantic Feeling Tropical Feeling Ill - Date de sortie : 27 novembre 2014 - Label : indépendant - Formats : cassette, téléchargement |

### Singles / EPs
- 2008 : Lone Ranger
- 2008 : Golden Phone
- 2009 : Lips
- 2009 : Turn Me Well
- 2013 : I'm Not Dancing (ft. Tirzah)
- 2014 : No Romance (ft. Tirzah)
- 2015 : Thinking of You (ft. Nozinja, Tirzah, Mumdance)
- 2015 : Make It Up (ft. Tirzah)
- 2016 : Taz and May Vids (ft. Tirzah, Brother May)
- 2016 : May and Meeks (ft. Brother May)
- 2017 : Delete Beach
- 2018 : Obviously (ft. Tirzah comme Taz & Meeks)

## Filmographie
Sauf indication contraire, les informations mentionnées dans cette section peuvent être confirmées par la base de données cinématographiques IMDb,  présente dans la section « Liens externes ».
- 2013 : Under the Skin de Jonathan Glazer
- 2016 : Jackie de Pablo Larraín
- 2017 : Marjorie Prime de Michael Almereyda
- 2019 : Monos de Alejandro Landes
- 2020 : Zola de Janicza Bravo
- 2020 : Small Axe (mini-série) de Steve McQueen
- 2023 : La Zone d'intérêt (The Zone of Interest) de Jonathan Glazer

## Distinctions

### Récompenses
- Los Angeles Film Critics Association Awards 2014 : meilleure musique de film pour Under the Skin (ex-æquo avec Jonny Greenwood pour Inherent Vice)
- Prix du cinéma européen 2014 : meilleur compositeur
- Boston Online Film Critics Association Awards 2014 : meilleure musique originale pour Under the Skin
- Indiana Film Journalists Association Awards 2014 : meilleure musique originale pour Under the Skin
- Washington D.C. Area Film Critics Association Awards 2014 : meilleure musique originale pour Under the Skin
- Boston Online Film Critics Association Awards 2016 : meilleure musique originale pour Jackie
- Chicago Film Critics Association 2016 : meilleure musique originale pour Jackie[21]
- Ivor Novello Awards 2020 : meilleure musique originale pour Jackie[22]
- Festival de Cannes 2023 : Cannes Soundtrack Award pour La Zone d'intérêt